# Marcel Wawrzynkiewicz
Marcel Wawrzynkiewicz (ur. 8 stycznia 1994 w Porębie) – polski piłkarz występujący na pozycji obrońcy w norweskim klubie Egersunds. Wychowanek MKS-u Poręba, występował także w GKS-ie Katowice, Vålerenga Fotball, Cracovii oraz GKS-ie Tychy. Od sierpnia 2015 roku gracz Egersunds.

## Kariera
Wawrzynkiewicz rozpoczął swoją karierę w lokalnym klubie MKS Poręba, jednak w 2007 roku wraz z rodziną wyjechał do Norwegii. Tam zapisał się do szkółki piłkarskiej Vålerenga Fotball, gdzie występował w kolejnych zespołach juniorskich. W 2009 roku zdobył wraz z drużyną młodzieżowe mistrzostwo kraju. Po powrocie do polski związał się z GKS-em Katowice, grając jednak tylko w drużynie rezerw. Mimo to stale utrzymywał kontakt ze sztabem szkoleniowym Vålerengi i w sierpniu 2012 roku powrócił do klubu. 16 kwietnia 2013 roku Wawrzynkiewicz zadebiutował w barwach Vålerengi podczas wygranego 6:1 meczu Pucharu Norwegii z Frigg Oslo, gdy w 56. minucie zastąpił na boisku Giancarlo Gonzáleza. Tydzień później rozegrał swoje pierwsze spotkanie w lidze, wychodząc w podstawowym składzie podczas wygranego 2:1 meczu z Aalesunds. Na początku maja 2013 podpisał z klubem profesjonalny kontrakt. Po wygaśnięciu kontraktu pod koniec 2013 roku, odszedł z klubu.
15 stycznia 2014 roku podpisał półtoraroczną umowę z Cracovią, skąd odszedł 19 sierpnia 2014 roku, rozwiązując kontrakt za porozumieniem stron. Kilka dni później, 29 sierpnia, Wawrzynkiewicz został nowym zawodnikiem GKS-u Tychy.

## Statystyki kariery
(aktualne na dzień 20 sierpnia 2015)
| Klub               | Sezon              | Liga               | Liga  | Liga   | Puchar kraju | Puchar kraju | Europa | Europa | Suma  | Suma   |
| Klub               | Sezon              | Liga               | Mecze | Bramki | Mecze        | Bramki       | Mecze  | Bramki | Mecze | Bramki |
| ------------------ | ------------------ | ------------------ | ----- | ------ | ------------ | ------------ | ------ | ------ | ----- | ------ |
| Vålerenga Fotball  | 2013               | Tippeligaen        | 18    | 0      | 5            | 0            | –      | –      | 23    | 0      |
| Cracovia           | 2013/14            | Ekstraklasa        | 0     | 0      | 0            | 0            | –      | –      | 0     | 0      |
| GKS Tychy          | 2014/15            | I liga             | 14    | 0      | 2            | 0            | –      | –      | 16    | 0      |
| Ogólnie w karierze | Ogólnie w karierze | Ogólnie w karierze | 32    | 0      | 7            | 0            | 0      | 0      | 39    | 0      |